# یواس‌اس اوک (ای‌ام-۳۸)
یواس‌اس اوک (ای‌ام-۳۸) (به انگلیسی: USS Auk (AM-38)) یک کشتی بود که طول آن ۱۸۷ فوت ۱۰ اینچ (۵۷٫۲۵ متر) بود. این کشتی در سال ۱۹۱۸ ساخته شد.